# گونه همه‌چیزپسند و ویژه‌پسند

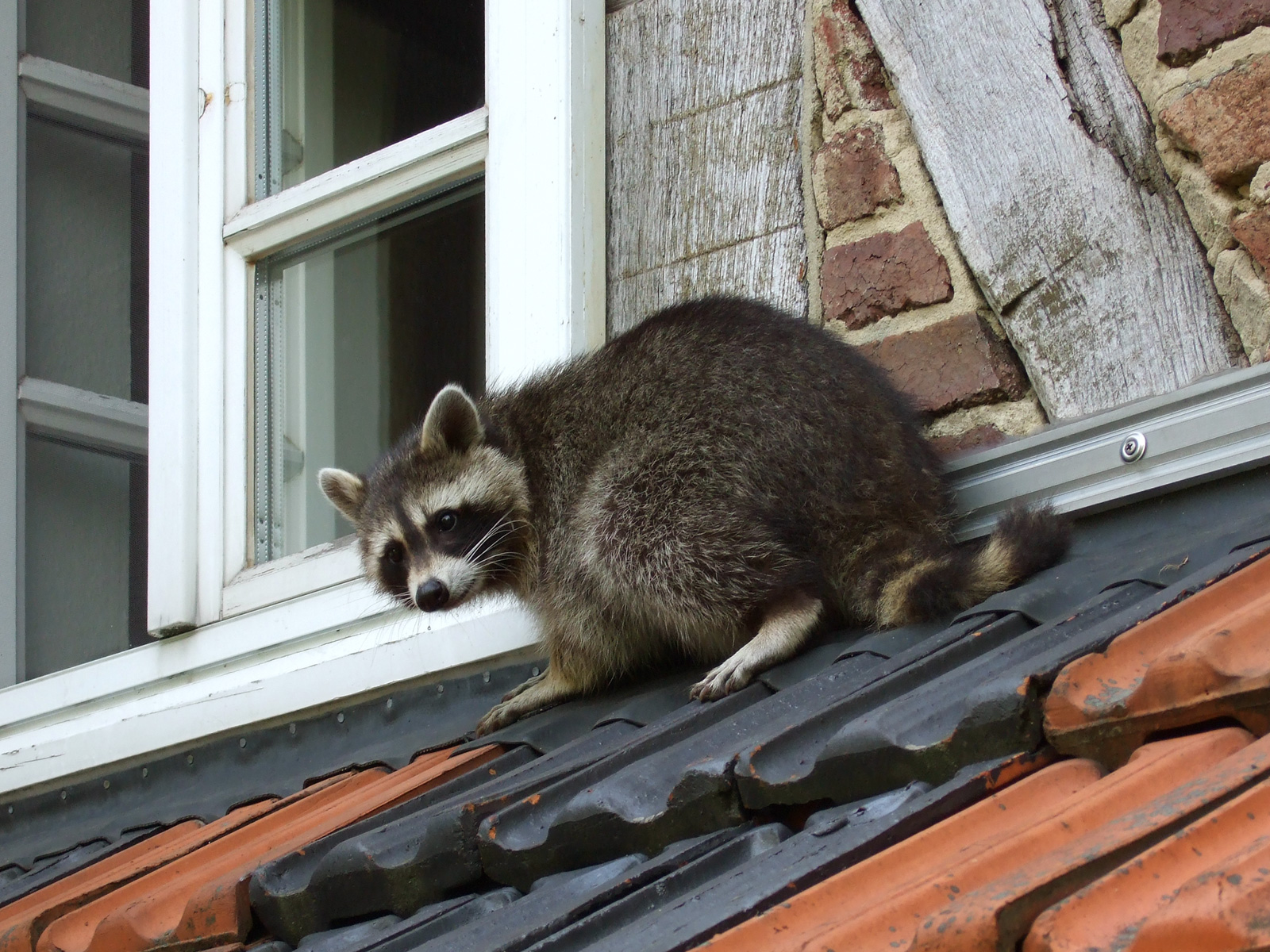
جانور همه‌چیزپسندی مانند راکون‌ گاهی خود را با محیط‌های شهری سازگار می‌کند.

یک گونه همه‌چیزپسند یا گونه عمومی‌پسند (Generalist species) توانایی زندگی در شرایط محیطی بسیار متنوع را دارد و می‌تواند از منابع طبیعی مختلف (مثلاً یک دگرپروردگی با رژیم غذایی متنوع) استفاده کند. یک گونه ویژه‌پسند (Specialist species) تنها در محدوده کوچکی از شرایط محیطی می‌تواند رشد کند یا رژیم غذایی محدودی دارد. با این حال، بیشتر جانداران همگی به‌طور دقیق در این دو گروه قرار نمی‌گیرند. برخی از گونه‌ها بسیار تخصصی هستند (بیشترین حالت تک‌خواری، خوردن یک نوع غذای خاص)، برخی دیگر کمتر، و برخی می‌توانند محیط‌های مختلفی را تحمل کنند. به عبارت دیگر، یک پیوستگی از گونه‌های بسیار تخصصی تا گونه‌های کاملاً عمومی وجود دارد.

## چکیده
| همه‌چیزپسند | ویژه‌پسند |
| --- | --- |
| یک گونه همه‌چیزپسند دارای طیف وسیعی از چیزها در رژیم غذایی خود و همچنین منطقه به نسبت گسترده‌ای از زیستگاه است. | یک گونه ویژه‌پسند به نوع بسیار خاصی از غذا نیاز دارد یا تنها می‌تواند طیف بسیار کمی از چیزها را بخورد و به‌طور معمول فهرست بسیار خاصی از چیزهای مورد نیاز در زیستگاه خود دارد.                              |
| راکون‌ها نمونه بسیار خوبی از یک همه‌چیزخوار عمومی هستند، زیرا آن‌ها چیزهای بسیار متنوعی می‌خورند و منطقه بسیار بزرگی دارند که در آن زندگی می‌کنند.                                                                         | گونه‌های ویژه‌خواه معمولاً همه‌چیزپسند نیستند، زیرا آن‌ها فقط یک چیز خاص یا چند چیز خاص را می‌خورند. |
| کایوت یک نمونه عالی از یک گوشت‌خوار عمومی است، زیرا آن‌ها تقریباً هر چیزی را می‌خورند که گوشت روی استخوانش باشد که بتواند آن را بکشد یا جایی در جنگل پیدا کند. بنابراین، آن‌ها می‌توانند در یک منطقه بسیار بزرگ زندگی کنند. | مگس‌خوار ناهید نمونه خوبی از گوشت‌خواران متخصص است، زیرا آنها به هیچ‌وجه نمی‌توانند برای شکار غذا حرکت کنند و تنها می‌توانند حشرات و قورباغه‌های کوچک و مارمولک‌هایی را مصرف کنند که روی دهان / تله راه می‌روند. |
| گوزن دم‌سفید نمونه‌ای از یک گیاه‌خوار عمومی است. آن‌ها بیشترین پراکندگی پستانداران بزرگ را در آمریکای شمالی دارند و توانایی خوردن انواع بسیار گسترده‌ای از گیاهان و درختان را دارند.                                       | پانداها نمونه‌ای عالی از متخصصان گیاه‌خوار هستند، زیرا آن‌ها جایگاه خاصی دارند که در آن زندگی می‌کنند و رژیم غذایی آن‌ها تنها از بامبو تشکیل شده‌است.                                                          |
| همه‌چیزپسندها به‌طور معمول اهل غذا خوردن سختگیر نیستند و می‌توانند غذاهای متنوعی بخورند و همچنین دارای منطقه گسترده‌ای هستند که در آن زندگی می‌کنند.                                                                       | ویژه‌پسندها به‌طور معمول چیزهای متنوعی نمی‌خورند و در یک منطقه بزرگ ساکن نیستند. |

## جستارهای بیشتر
- همه‌چیزخوار
- ویژه‌بودن زیستی